# Uhrovec
Uhrovec är en by och en kommun i distriktet Bánovce nad Bebravou i regionen Trenčín i västra Slovakien.

## Geografi
Kommunen ligger på en altitud av 258 meter och täcker en area på 22,95 km². Den har ungefär 1 500 invånare (2017).

## Kända personer
- Ľudovít Štúr,  slovakisk författare och politiker
- Alexander Dubček,  slovakisk politiker